# Ю Йон Сон
Ю Йонсон (кор. 유 용성; нар. 25 жовтня 1974, повіт Танджин, Південна провінція Чхунчхон, Республіка Корея) — південнокорейський бадмінтоніст, олімпійський медаліст, призер чемпіонатів світу.

## Спортивні досягнення
Срібний призер літніх Олімпійських ігор 2004 року в Афінах та літніх Олімпійських ігор 2000 року в Сіднеї в чоловічому парному розряді разом з Лі Донсу. 17 місце на літніх Олімпійських іграх 1996 року в Атланті у чоловічому парному розряді.
Срібний призер чемпіонату світу 1999 року та бронзовий призер чемпіонату світу 1997 року в чоловічому парному розряді разом з Лі Донсу. Бронзовий призер чемпіонату світу 1995 року в чоловічому парному розряді разом з Кім Донмуном.